# 马尔科·布施曼
马尔科·布施曼（1977年8月1日—）德国律师和政治家，德國自由民主黨黨員，曾在2021年至2024年間担任总理奥拉夫·朔尔茨内阁的联邦司法部长。他曾在2009年至2013年期间以及自2017年起作为来自北莱茵-威斯特法伦州德国联邦议院议员。